# Hókócsag
A hókócsag vagy hógém (Egretta thula) a madarak (Aves) osztályának a gödényalakúak (Pelecaniformes) rendjébe, ezen belül a gémfélék (Ardeidae) családjába és a gémformák (Ardeinae) alcsaládjába tartozó nagyméretű gázlómadár. A kisebb fehér gémfélék képviselője.

## Előfordulása
Az Amerikai Egyesült Államok közepétől Chile déli részéig költenek. Édesvizű mocsarak, partmenti lagúnák, árterek képezik élőhelyét.

## Alfajai
- Egretta thula brewsteri
- Egretta thula thula

## Megjelenése
Hossza 55-60 centiméter, testtömege 375 gramm. Fekete hosszú tőrszerű csőre és hosszú lábai vannak. Tollruhája teljesen fehér. Nászidőszakban fején, tarkóján, nyakán és hátán lelógó finom dísztollak találhatók.
|  |  |

## Életmódja
A közepes termetű, társas gázlómadárak közé tartozik. Halakat, kétéltűeket, vízirovarokat fogyaszt, lábával  felkavarja az iszapot és fut a préda után a sekély vízben.

## Szaporodása
Telepesen fészkelnek, ágakból, fákra rakják fészküket.
|  |